# NVC 374 WP

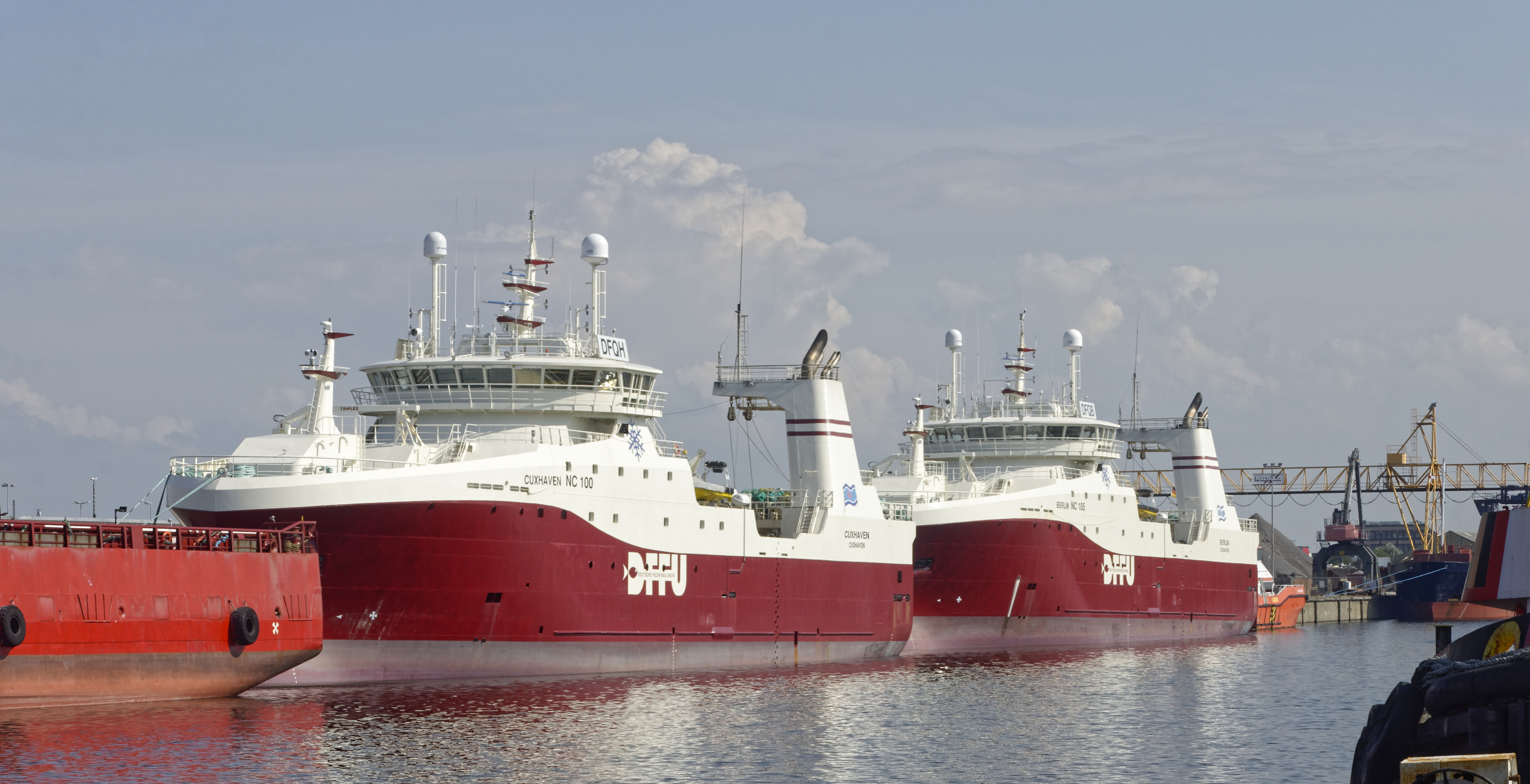
Die Cuxhaven NC 100 und die Berlin NC 105 in Cuxhaven 2020

Als Baureihe NVC 374 WP (nach ihrem Typschiff auch Cuxhaven-Klasse genannt) werden mehrere seit 2017 für verschiedene Tochtergesellschaften der isländischen Samherji-Gruppe gebaute Fischereischiffe bezeichnet.
Es handelt sich hierbei um Frosttrawler. Bisher wurden vier Schiffe dieses Typs gebaut.

## Schiffe
Stand Mai 2020 setzt Samherii vier Schiffe dieses Typs ein. Die Cuxhaven und die Berlin sind für die deutsche Samherji-Tochter Deutsche Fischfang Union GmbH & Co, KG (DFFU) mit Sitz in Cuxhaven im Einsatz. Die Emeraude fährt mit Heimathafen St. Malo für die französische Tochter Compagnie des Pêches Saint-Malo, die Kirkella mit Heimathafen Hull für die britische Tochter UK Fisheries Limited.

## Technische Daten
Der Schiffsentwurf stammt von Rolls-Royce. Ein Bestandteil ist das Wave Piercing Design mit Axtbug, der die Wellen besser schneiden kann, den Schiffen mehr Stabilität verleiht und eine gleichmäßige hohe Fahrtstufe ermöglicht. Zudem sind die Schiffe durch dieses Design treibstoffsparender und effizienter.
Die Länge der Schiffe beträgt 80 Meter, die Breite 16 Meter, der Tiefgang ist mit 6,50 Metern angegeben. Sie sind mit 3.969 BRZ bzw. 1.190 NRZ vermessen und haben eine Tragfähigkeit von 1.500 Tonnen. Die Schiffe wurden vom DNV GL klassifiziert, haben die höchste Eisklasse ICE–1A und sind somit für Fahrten in Gebieten mit Eisschollen von bis zu einem Meter Dicke ausgelegt.
Der Antrieb besteht aus einem Sechs-Zylinder-Rolls-Royce-Bergen-Diesel-Reihenmotor vom Typ B33:45L6P, dessen Leistung 3.600 kW beträgt. Dieser wirkt auf einen vierflügeligen Verstellpropeller in einer Düse. Das Schiff erreicht eine Geschwindigkeit von 16,0 Knoten. Hinter der Hauptmaschine übernimmt ein Wellengenerator die Bordstromversorgung während der Reise und leistet 2.200 kW. Ebenfalls der Bordstromversorgung dient ein Sechs-Zylinder-Bergen-Diesel-Reihenmotor vom Typ C25:33L6A, der 1.920 kW leistet.
Die Schiffe können sowohl mit grundnah geführten als auch mit pelagischen Schleppnetzen fischen. Die Verarbeitung des Fanges erfolgt in der bordeigenen vollautomatischen Fischfabrik mit eigenem Packraum und Frostung. Es können täglich bis zu 30 Tonnen Fischfilet produziert werden. Die Besatzung besteht aus bis zu 35 Personen.

### Unterschiede zwischen den beiden unter deutscher Flagge fahrenden Schiffen
Cuxhaven und Berlin sind nahezu baugleich und unterscheidet sich nur geringfügig voneinander. Die Berlin verfügt im Gegensatz zu ihrem Schwesterschiff über eine bordeigene Fischmehlproduktionsanlage und einen Fischmehlfrachtraum von 572 Kubikmetern. Dafür ist ihre Frachtraumkapazität mit 1408 Kubikmetern geringer als bei der Cuxhaven mit 2.096 Kubikmetern.

## Historie
Die DFFU, die zu 100 Prozent dem isländischen Fischereiunternehmen Samherji gehört, bestellte am 19. Juni 2015 zwei neue Fischereischiffe bei der zu Kleven Maritime gehörenden Myklebust Verft in Norwegen. Das Auftragsvolumen belief sich auf rund 40 Millionen Euro je Schiff. Die Rümpfe der beiden Schiffe wurden in der polnischen Crist-Werft in Gdynia gefertigt und an die Myklebust Verft zugeliefert. An deren Sitz in Gursken erfolgte der Ausbau der Trawler, die als Fang- und Kühlschiffe ausgelegt sind.
Beide Schiffe wurden 2017 an die DFFU übergeben: die Cuxhaven im August und die Berlin im Dezember des Jahres.
Die Cuxhaven ist zusammen mit dem Schwesterschiff Berlin der erste Neubau für die DFFU seit Übernahme des Unternehmens durch Samherji im Jahr 1995. Die beiden Schiffe ersetzten die älteren Trawler Baldwin (NC 100), die nach Polen an eine DFFU-Tochter, und Kiel (NC 105), die nach Portugal verkauft wurden. Der Verkauf der älteren Trawler erfolgte noch vor der verspäteten Ablieferung der Neubauten, die deren Fischereikennzeichen übernahmen. Die Cuxhaven ging daher direkt nach Ablieferung am 15. August 2017 – noch vor der Taufe – von Norwegen aus auf die erste Fangreise, um noch die Fangquote des Jahres auszuschöpfen. Die Fahrt führte in die norwegischen Gewässer der Barentssee, wo 580 Tonnen Fisch, vor allem Kabeljau sowie als Beifang Schellfisch und Seelachs, gefischt wurden.
Erst nachträglich fand die gemeinsame Taufe der beiden Schiffe am 12. Januar 2018 in Cuxhaven statt. Für die weiteren Einsätze sah die Planung vor, die Cuxhaven vor allem vor den grönländischen Küsten für den Fang von Heilbutt einzusetzen, der ohne Filetierung in Gänze vermarktet wird.
Die Emeraude und die Kirkella wurden 2018 abgeliefert.
Die Berlin wurde 2021 von der DFFU an das russische Unternehmen Murmansk Trawl Fleet PJSC verkauft. Begründet wurde der Verkauf seitens Samherji mit einer zu geringen Auslastung aufgrund gesunkener Fischereiquoten.